# Андерлони, Пьетро
Пьетро Андерлони (итал. Pietro Anderloni; 12 октября 1785, Брешиа — 13 октября 1849, Милан) — итальянский гравёр резцом на меди, художник академического направления, мастер «халкографии» (La chalcografia) — репродукционных гравюр на меди по живописным оригиналам, педагог.

## Биография
Пьетро Андерлони родился в 1785 году в загородном доме отца в Санта-Эуфемии, пригороде Брешии. Он последним из семи детей Джованни Баттисты и Анны Марии Рокко. Как и его старший брат Фаустино, брал первые уроки рисования в Брешии, намереваясь стать художником. Его учителем был Стефано Пофлацци; но когда в 1801 году Фаустино был назначен профессором в Павии, он, будучи шестнадцатилетним, присоединился к нему и посещал его школу, дополняя свои занятия рисунком и живописью гравюрой на меди.
Он долго колебался между живописью и гравюрой. Остановившись на гравюре, в 1804 году поступил в миланскую школу гравирования Брера (Milano della scuola d’incisione di Brera) под руководством Джузеппе Лонги, где проработал девять лет.
Покинув Милан Пьетро Андерлони отправился в Рим. В 1831 году после смерти учителя Андерлони занял должность директора гравировальной школы в Милане, заменив Джузеппе Лонги. Пьетро Андерлони скончался 13 октября 1849 года в своем имении Кабиате неподалёку от города Милана.
Принято считать, что Пьетро Андерлони был самым верным последователем и интерпретатором в гравюре живописных картин и рисунков Джузеппе Лонги: «Он пошёл даже дальше своего учителя, воздерживаясь от живописных гравюрных вольностей, которые позволяли себе другие гравёры. Он создал более развитую цветопередачу, понимаемую как точная передача тона и насыщенности цвета в чёрно-белой гамме, дополняя форму строгой направленностью гравюрного штриха».

## Галерея

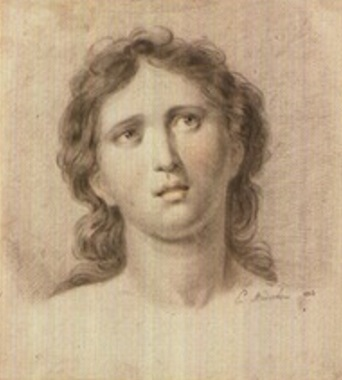
Женский лик. Бумага, итальянский карандаш, сангина
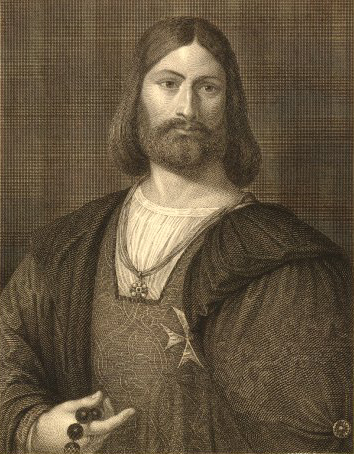
Портрет рыцаря Мальты. Гравюра резцом
Мадонна со спящим Младенцем и два ангела. Между 1795 и 1849. Гравюра резцом по картине Тициана
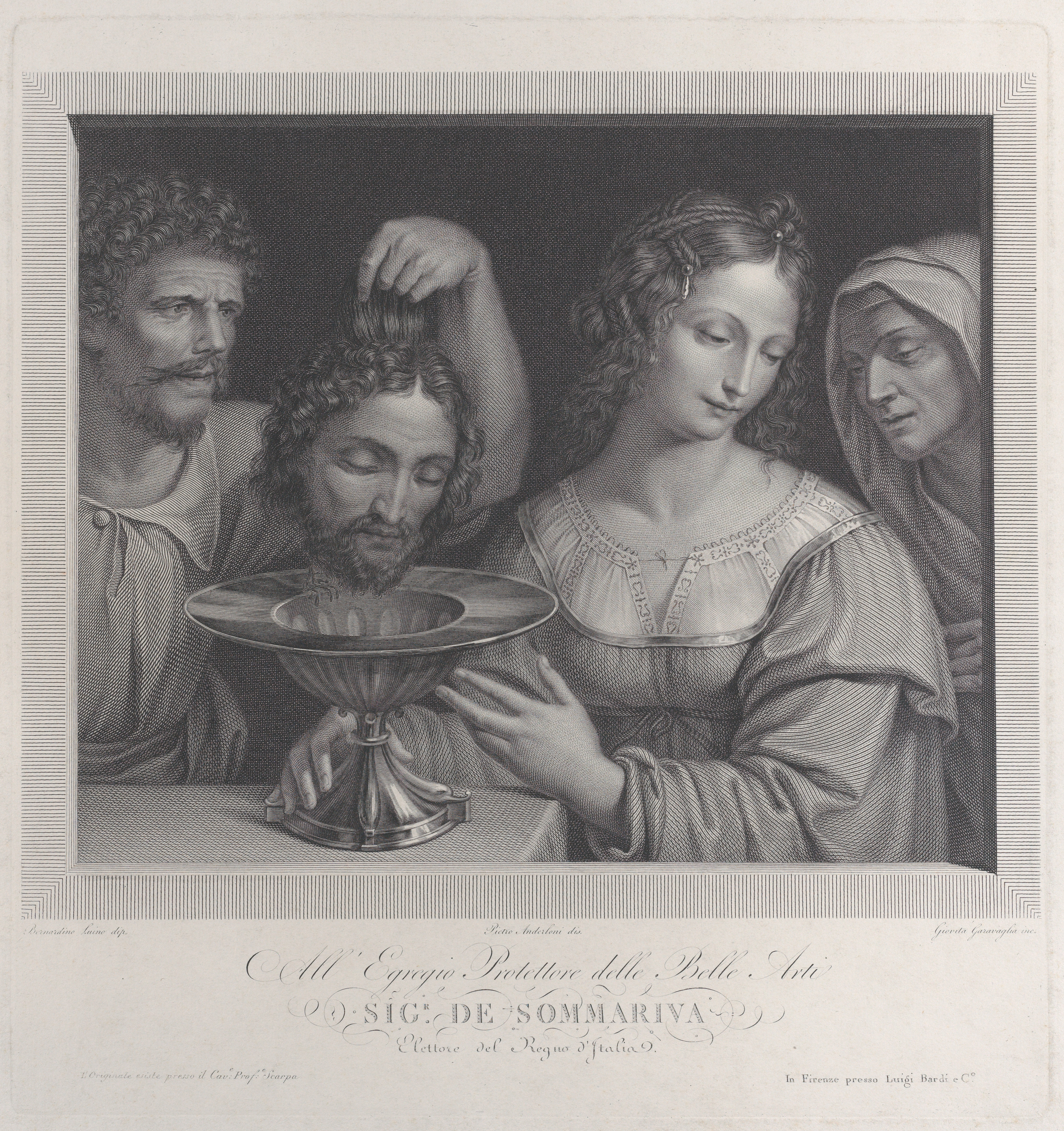
Саломея с головой Иоанна Крестителя. Между 1815 и 1835. Гравюра резцом по картине Б. Луини